# 北久手町
北久手町（きたくてちょう）は、愛知県名古屋市北区の地名。丁番を持たない単独町名である。住居表示未実施。

## 地理
名古屋市北区北東部に位置する。東は六が池町、西から北は西春日井郡豊山町豊場、南は如意に接する。

### 河川
- 境川 - 豊山町との境界ともなっている。

## 歴史

### 町名の由来
如意の字北久手に由来する。久手は湿地の意で、その湿地との位置から名付けられたと考えられている。

### 沿革
- 1978年（昭和53年）8月27日 - 楠町如意字六ケ池・池ス山・北久手・平山・大屋敷・摺鉢池（道路部分のみ）の各一部・字神戸の全部により成立[1]。

## 世帯数と人口
2019年（平成31年）1月1日現在の世帯数と人口は以下の通りである。
| 町丁     | 世帯数  | 人口  |
| -------- | ------- | ----- |
| 北久手町 | 374世帯 | 832人 |

### 人口の変遷
国勢調査による人口の推移
| 2000年（平成12年） | 694人 | [ WEB 7 ]  |  |
| 2005年（平成17年） | 747人 | [ WEB 8 ]  |  |
| 2010年（平成22年） | 774人 | [ WEB 9 ]  |  |
| 2015年（平成27年） | 862人 | [ WEB 10 ] |  |
| 2020年（令和2年）  | 890人 | [ WEB 11 ] |  |

## 学区
市立小・中学校に通う場合、学校等は以下の通りとなる。また、公立高等学校に通う場合の学区は以下の通りとなる。
| 番・番地等 | 小学校               | 中学校             | 高等学校 |
| ---------- | -------------------- | ------------------ | -------- |
| 全域       | 名古屋市立如意小学校 | 名古屋市立楠中学校 | 尾張学区 |

## 施設
- 天理教本耀分教会
- 如意消防団詰所

## その他

### 日本郵便
- 郵便番号 : 462-0001[WEB 3]（集配局：名古屋北郵便局[WEB 14]）。

### WEB
1. ↑  “愛知県名古屋市北区の町丁・字一覧”.   人口統計ラボ. 2018年11月8日閲覧。
2. 1 2  “町・丁目(大字)別、年齢(10歳階級)別公簿人口(全市・区別)”.   名古屋市 (2019年1月23日). 2019年1月23日閲覧。
3. 1 2  “郵便番号”.  日本郵便. 2019年1月6日閲覧。
4. ↑  “市外局番の一覧”.   総務省. 2019年1月6日閲覧。
5. ↑  “住所コード検索”. 自動車登録関係コード検索システム.  国土交通省. 2018年10月29日閲覧。
6. ↑  名古屋市役所市民経済局地域振興部住民課町名表示係 (2015年10月21日). “北区の町名一覧”.   名古屋市. 2017年10月7日閲覧。
7. ↑  名古屋市役所総務局企画部統計課統計係 (2005年7月1日). “（刊行物）名古屋の町(大字)・丁目別人口 (平成12年国勢調査) 北区” (xls). 2017年10月8日閲覧。
8. ↑  名古屋市役所総務局企画部統計課統計係 (2007年6月29日). “平成17年国勢調査　名古屋の町(大字)別・年齢別人口 北区” (xls). 2017年10月8日閲覧。
9. ↑  名古屋市役所総務局企画部統計課統計係 (2012年6月29日). “平成22年国勢調査　名古屋の町(大字)別・年齢別人口 北区” (xls). 2017年10月8日閲覧。
10. ↑  名古屋市役所総務局企画部統計課統計係 (2017年7月7日). “平成27年国勢調査　名古屋の町(大字)別・年齢別人口” (xls). 2017年10月8日閲覧。
11. ↑  “データセット情報 国勢調査 / 令和２年国勢調査 / 小地域集計　（主な内容：基本単位区別，町丁・字別人口など） 23：愛知県”.   独立行政法人統計センター. 2022年3月31日閲覧。
12. ↑  “市立小・中学校の通学区域一覧”.   名古屋市 (2018年11月10日). 2019年1月14日閲覧。
13. ↑  “平成29年度以降の愛知県公立高等学校（全日制課程）入学者選抜における通学区域並びに群及びグループ分け案について”.   愛知県教育委員会 (2015年2月16日). 2019年1月14日閲覧。
14. ↑  郵便番号簿 平成29年度版 - 日本郵便. 2019年01月06日閲覧 (PDF)

### 文献
1. 1 2  名古屋市北区役所市民室『北区 私たちのまち』名古屋市北区役所、1979年3月、55頁。
2. ↑  名古屋市北区役所市民室『北区 私たちのまち』名古屋市北区役所、1979年3月、9頁。